# Habró
Habró (en llatí Habron) va ser un pintor romà que va pintar tres obres principals: Amistat (Amicitia), Concòrdia (Concordi), i Semblança dels Déus, segons explica Plini el vell. El seu fill Nessus també va ser un pintor de cert renom.